# Berthold Kirner
Berthold (Bert) Kirner (* 14. Februar 1951 in Freiburg im Breisgau; † 18. November 2022 in Karlsruhe) war ein deutscher Maler.

## Leben
Kirner studierte an der Staatlichen Akademie der Bildenden Künste Karlsruhe bei Klaus Arnold Malerei, zunächst für das Lehramt, später als freischaffender Künstler. Von 1982 bis 1983 verbrachte er einen Studienaufenthalt in den USA. Nach dem Studium lebte er bis zu seinem Tod in Karlsruhe.

## Malerei
Seine Kunst ist geprägt von einer gewollten Nonchalance und Kunstlosigkeit, einer betonten Schlichtheit bis hin zur Primitivität. Themen und Gegenstände sind alltäglich oder ironisch, die malerischen Techniken sind ebenfalls einfach. Die meisten Arbeiten sind mit Dispersionsfarbe auf Holzplatten oder Packpapier gemalt, oft auch gesprayt. 
„Lässigkeit ist das erste Merkmal der Malerei von Bert Kirner. Ungegenständlich oder figurativ – das ist hier keine Frage.“ (Michael Hübl in: Sechs ehemalige Schüler der Kunstakademie Karlsruhe, Katalog zur Ausstellung im BASF-Feierabendhaus, Ludwigshafen)

## Ausstellungen (Auswahl)
- 1977: Forum junger Kunst, Bochum
- 1978: Selbstgespräche, Kunstverein Stuttgart und Haus am Waldsee, Berlin
- 1981: Dimension 81, Kunstverein München, Düsseldorf und Nationalgalerie Berlin
- 1983: 14 Artists out of line, Gallery 8336, Los Angeles, USA

## Auszeichnungen
- Philip-Morris-Kunstpreis, Dimension 81, 1981